# Апокопат
Апокопа́т (греч. ἀποκοπή «отрезание») — это наклонение, встречающееся в некоторых семитских языках. По своему значению обозначает «усиленное» наклонение (наряду с изъявительным, сослагательным и прочими). По одному из своих свойств (выражению «смягчённых просьб») иногда называется юссивом. Само название — это калька с арабского термина, совпадающая со способом образования этой формы, то есть с имперфектом без конечной гласной (напр. араб. يكتب‎ «я́ктуб»).

## Варабском языке
Изначальное значение апокопата, то есть прошедшее время, сохранилось только в сочетании с частицей лам (напр. араб. لم يكتب‎ «лам яктуб» «он не писал»). В остальных случаях (с частицами ли- или отрицательной частицей лā) апокопат выражает юссив или повелительное наклонение с отрицанием (напр. араб. ليكتب‎ «ли-яктуб» «ему надо написать», араб. لا تكتب‎ «лā тактуб» «не пиши!»).